# Niezależna Gmina Wyznania Mojżeszowego
Niezależna Gmina Wyznania Mojżeszowego w RP – żydowska gmina wyznaniowa z siedzibą w Gdańsku, której założycielem i obecnym przewodniczącym jest Jakub Szadaj. 
Gmina powstała w 2000 roku ze względu na likwidację w kwietniu 1999 roku Gminy Wyznaniowej Żydowskiej w Gdańsku, która była członkiem Związku Gmin Wyznaniowych Żydowskich w RP. Gmina skupia ponad 100 członków, należących głównie do postępowego nurtu judaizmu.
Gmina organizuje liczne imprezy w tym Bałtyckie Dni Kultury Żydowskiej, nauki języka hebrajskiego oraz liczne spotkania ze społecznościami innych wyznań działających w Trójmieście.
Niezależna Gmina Wyznania Mojżeszowego istnieje oraz działa odrębnie i niezależnie od Związku Gmin Wyznaniowych Żydowskich w RP.